# Фрауенштайн (Саксонія)
Фрауенштайн (нім. Frauenstein) — місто в Німеччині, розташоване в землі Саксонія. Входить до складу району Середня Саксонія.
Площа — 58,83 км2. Населення становить 2733 ос. (станом на 31 грудня 2020).